# 태풍 이오케
태풍 이오케, 메이저 허리케인 이오케(태풍 번호: 0612, JTWC 지정 번호: 01C, 국제명:IOKE)는 2006년에 최초로 북중태평양에서 발생하여 북서태평양으로 넘어온 태풍으로, 북중태평양에서 발생한 허리케인 중 가장 강했다.

## 태풍의 진행

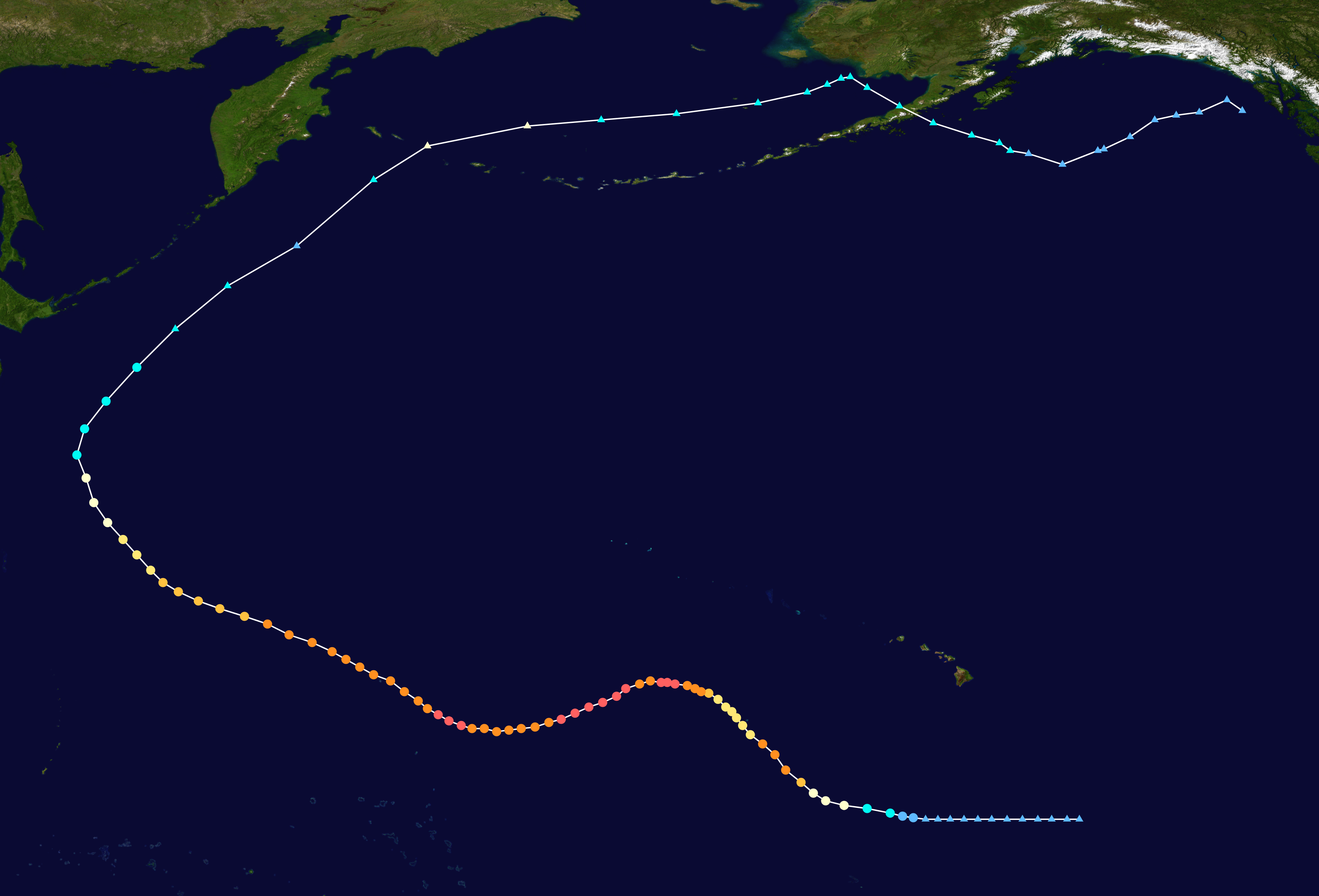
태풍 이오케의 이동 경로

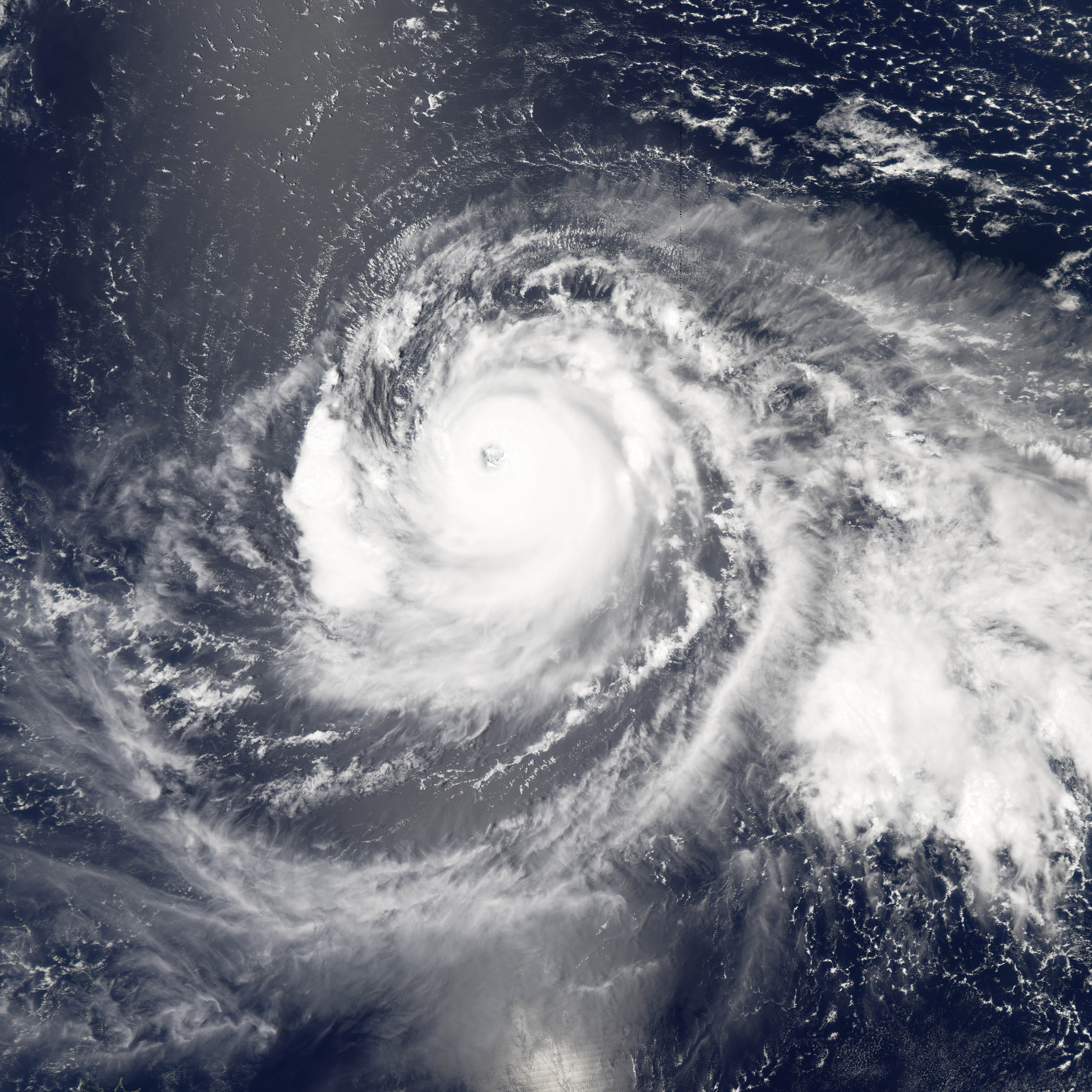
태풍 이오케 (8월 28일)

2006년 8월 중순에 하와이 남동쪽에 적도 수렴대가 열대저기압대를 생성시켰다. 이 저기압은 북쪽에 아열대성 고기압대를 두고 서쪽으로 이동하면서 느리게 조직되어 8월 20일, 날짜 변경선 동쪽 약 서경 10도에서 하와이의 호놀룰루 남쪽 약 1427 km에 위치한 이 저기압은 2006년 동태평양 열대 저기압 1-C로 이름을 붙이게 되었다. 이 때 태평양의 수온은 약 28 °C였고 이 온도는 허리케인이 강력해지는 요건을 잘 갖추어진 온도였다. 중앙 태평양 허리케인센터에서는 이 열대 저기압을 허리케인 이오케(IOKE)라고 명명했다. 이 때까지는 날짜 변경선 동쪽에 위치했으므로 태풍이 아닌 허리케인으로 이름을 붙이게 된다. 허리케인 이오케는 서북서진하며 계속 강해져 태풍의 눈이 발달했다. 날짜 변경선 근처에 다다르자 허리케인은 북서진하기 시작하며 사피어-심프슨 허리케인 등급 제4등급을 약 18시간 동안 유지했다. 이후 남서쪽으로 방향을 바꾸며 풍속 169 km/h의 속력으로 약해졌다. 8월 22일에 허리케인 이오케는 존스턴 환초 남쪽 약 48 km 부근 해상을 통과하였다. 8월 23일 이후 서진하기 시작한 허리케인은 빠르게 강해졌고 8월 24일 하와이 서남서쪽 약 1,560 km 부근 해상에 위치했을때, 첫 번째로 사피어-심프슨 허리케인 등급 제5등급이 되었다.
제5등급을 약 18시간동안 유지하다가 허리케인 이오케는 다시 제4등급으로 약화되었으나 8월 26일, 2번째로 제5등급으로 격상된 후 서쪽에 위치한 저기압과 허리케인 앞에 있는 아열대성 고기압에 의해 허리케인은 남서쪽으로 향하기 시작하였다. 태평양은 강력한 허리케인이 만들어지는 환경을 가지고 있었었다. 미국 해양대기청에 소속한 한 기관은 허리케인 이오케가 최대풍속 350 km/h와 중심기압 860 hPa가 될 것이라고 예측할 만큼 강한 상태였다. 8월 27일에 이오케는 중심기압이 915 hPa으로 떨어졌고 곧 날짜 변경선을 지나 풍속 260 km/h의 태풍으로 명칭이 바꿨다. 이때부터 일본 기상청(JMA)가 관할하는 지역에 들어왔다.
미국 합동태풍경보센터(JTWC)는 태풍 이오케를 슈퍼태풍으로 칭하였다. 태풍 이오케는 날짜 변경선을 지난 후 사피어-심프슨 허리케인 등급 제5등급을 약 12시간 동안 유지하였다. 8월 28일에는 다시 제4등급으로 약해졌으나 8월 29일에 세 번째로 다시 사피어-심프슨 허리케인 등급 제5등급이 되었고 8월 30일 JMA는 태풍 이오케의 10분 최대풍속이 190 km/h이라고 보고하였다. 이날 이후로 이오케는 마지막인 세 번째로 제4등급으로 약화된 후 8월 31일, 웨이크섬과 매우 가까운 지역을 풍속 249 km/h의 속력으로 통과하였다.
9월 2일에는 풍속 201 km/h의 속력으로 미나미토리섬 북쪽 약 80 km 부근 해상을 통과하였다. 태풍 이오케는 점점 약해졌으며 진로를 북서쪽으로 바꾸었다. 이 태풍은 일본 동쪽 약 100 마일 해상에서 열대 폭풍으로 약화되었다. 열대 폭풍으로 바뀐 이오케는 북동쪽으로 속력을 빠르게 해 진행하다가 9월 5일, JTWC는 열대 폭풍에서 온대 저기압으로 격하했으나 JMA는 9월 6일까지 이오케를 열대 폭풍으로 유지하였으나 마침내 온대 저기압으로 변질되었다고 발표, 태풍 이오케는 소멸되었다.
나머지 잔해들은 9월 7일 미국 알래스카 알류샨 열도에 도달하기까지 JMA는 계속 주시하였다. 알류샨 열도에 도달한 후 다시 허리케인과 맞먹는 힘을 내었고 9월 8일, 베링해와 근접하게 이동한 후 동쪽으로 방향을 틀어 알류샨 열도를 건넌 후 알래스카만에 도달하였다. 온대 저기압 잔해들은 9월 12일, 알래스카 남동쪽에서 모두 소멸되었다.
태풍 이오케(Typhoon Ioke), 허리케인 이오케(Hurricane Ioke)는 조이스(Joyce)라는 남자 이름의 하와이 원주민식 표현이다.

## 피해

### 존스턴 환초
허리케인 이오케는 초기에 열대폭풍의 세력으로 존스턴 환초를 강타했다. 24시간 전인 8월 21일, 중앙 태평양 허리케인 센터에서는 허리케인 경고를 발령하였다. 이 환초에는 미국 공군 항공모함과 12명의 승무원이 있었다. 이 환초에는 기상관측시설이 아무것도 없었으나 한 승무원이 열대 폭풍의 바람은 약 27시간, 허리케인으로 인한 바람은 약 6~8시간이 지속되었으며, 그에 따른 바람은 풍속 180~210 km/h의 속력이라고 예상했다. 인명피해는 없었으나 항공모함에는 약간의 손상이 발견되었다. 허리케인 이오케의 눈이 존스턴 환초를 통과함에 따라 환초에 서식하고 있던 나무의 15%가 쓰러졌다.

### 웨이크 섬

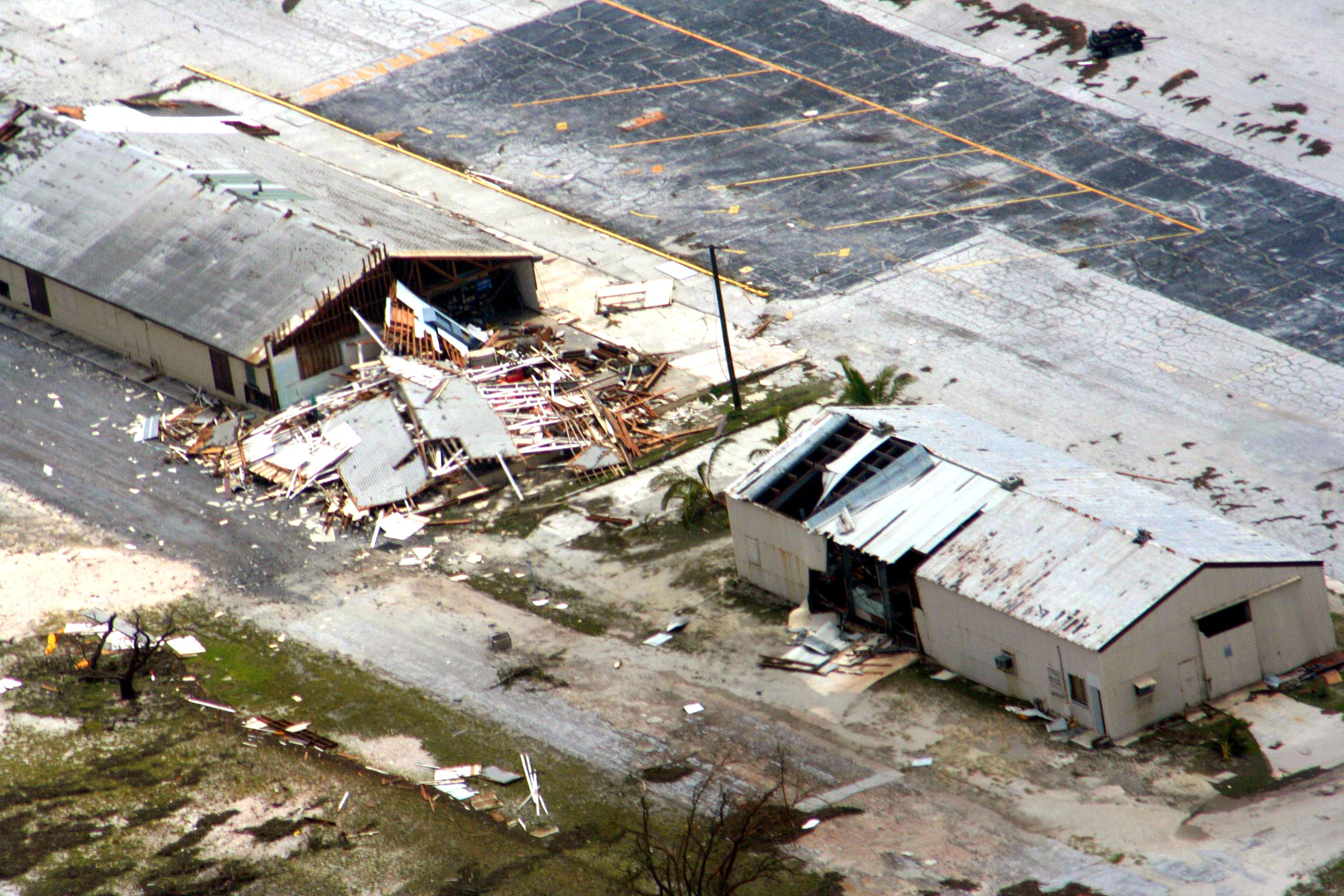
웨이크 섬의 피해

웨이크섬에서는 1967년의 태풍 사라 이후 188~200명의 미군이 하와이로 대피하는 상황이 발생하였다. 동쪽에 위치했던 부이는 중심기압이 921.5 hPa로 측정되었다. 태풍이 섬의 북쪽을 지나갈 때 풍속계에서는 기계가 작동을 멈추기 직전까지 160 km/h의 값이 나왔지만 실제로 유지된 바람의 속력은 249 km/h, 최대순간풍속은 310 km/h에 달할 것으로 예상했다. 섬에서의 최저기압은 8월 31일에 측정한 934 hPa였다. 태풍 이오케는 높이가 12 m에 달하는 파도를 만들어 내 웨이크섬을 덮쳤다. 웨이크섬의 최고점은 단 6.1 m에 지나지 않았다. 그리고 섬에서는 홍수가 나서 태풍 이오케가 지난지 며칠 후에도 물이 많이 고여있을 정도였다. 이오케의 강력한 바람은 전선까지 끊어 놓아 정전사태가 발생했었고 통신이 두절되었으며 섬의 피해액은 2006년 미국 달러 기준 8800만달러, 2007년 미국 달러 기준 9000만 달러였다.

### 일본과 알래스카
9월 1일, 일본 기상청(JMA)는 미나미토리섬 주변에 경보를 내렸다. 기상청은 높은 파도와 강풍이 섬을 덮칠 것으로 예상했다. 예보대로 섬의 시설은 해일과 강풍으로 파괴되었으나 다행히 3주 후에 모두 복구되었다.
온대 저기압 잔해들이 알래스카 남서쪽 해안에 9.1 m에 달하는 파도를 만들어 내 몇몇 도시가 물에 잠겼고 해안가가 침식되었다. 또한 알래스카 서부에 많은 비를 뿌렸다. 벧엘이란 도시에서는 29 mm, 코체뷰에서는 17 mm가 내렸고 비는 남동부 지역들까지 확대되어 알래스카주 주도인 주노에도 평균 이상의 비를 내리게 하였다.

## 기록
허리케인 이오케는 북중태평양에서 생긴 사피어-심프슨 허리케인 등급 제5등급인 태풍 5개 중 하나였으며 중심기압인 915 hPa는 1994년에 북중태평양에서 발생한 허리케인 존을 능가하는 수치였다. 허리케인 이오케는 풍속 211 km/h가 넘는 속력을 연속적으로 198시간 동안 유지하였다. 이 수치는 지구상에서 생긴 모든 허리케인과 태풍, 사이클론을 통틀어서 가장 긴 수치이다. 또한 허리케인(태풍) 이오케는 슈퍼태풍의 세력을 연속적으로 174시간 동안 유지해 이것도 기록으로 남게 되었다.

## 제명
중앙 태평양 허리케인 센터에서는 이오케(IOKE)라는 이름의 제명을 요청했으며 2007년 4월, 이오케(IOKE)라는 이름은 없어지고 대신 이오파(IOPA)로 대체되었다.

## 특이 사항
허리케인, 태풍 이오케는 날짜 변경선 동쪽에서 최초로 생겨 원칙적으로는 허리케인이지만 차츰 날짜 변경선 서쪽으로 건너와 태풍이라는 이름도 가지고 있다. 하지만 서양에서는 주로 허리케인 이오케, 동양에서는 태풍 이오케라고 많이 쓰인다. 그러나 이오케(IOKE)라는 이름은 북서태평양에서 발생하는 열대 저기압 이름의 목록에서는 없으며, 태풍 이오케 전에 생겨난 태풍 소나무(SONAMU)와 제13호 태풍 산산(SHANSHAN) 사이의 이오케(IOKE)라는 이름도 역시 없다. 또한 북서태평양 태풍 이름 제출국 14개국가 중에 이오케를 제출한 하와이는 없다. 대한민국 기상청(KMA)에도 2006년 제12호 태풍 이오케에도 '이 태풍은 허리케인이 이동한 것으로...'라고 쓰여있다. 그러나 앞서 말한 풍속 211 km/h 이상의 속력을 198시간 동안, 슈퍼태풍의 힘을 174시간 동안 연속적으로 유지한 일도 기록이 되었다.

## 같이 보기
- 2006년 태풍
- 2006년 동태평양 허리케인
- 일본 기상청의 태풍 이오케 사후해석